# Дефектологія
Дефектоло́гія — одна з педагогічних наук, що вивчає психофізіологічні особливості людей з аномальним розвитком, закономірності їхнього виховання і навчання, а також їхні адаптації і реабілітації в соціумі. Предметом дослідження дефектології як галузі наукового знання є діти з фізичними та психічними вадами та особливості їх навчання, виховання та соціалізація.

## Класифікація
Дефектологія поділяється на:
- Сурдопедагогіка — займається питанням навчання і виховання дітей з вадами слуху.
- Олігофренопедагогіка — займається питаннями виховання і навчання розумово відсталих дітей.
- Тифлопедагогіка — займається питанням навчання і виховання дітей з вадами зору.
- Логопедія — займається питанням навчання і виховання дітей з недоліками мовлення.
- Ортопедагогіка  — займається питанням навчання і виховання дітей з порушеннями опорно-рухового апарату.

## Історія
Наприкінці 20-х – початку 30-х років минулого століття в Україні створилися сприятливі умови для розвитку теорії олігофренопедагогіки. Заклади для розумово відсталих дітей, які організовувалися в Україні в попередній період на засадах індивідуальної та громадської благодійності й носили яскраво виражений філантропічно-опікунський характер, стали складовою єдиної державної системи народної освіти. Поступово, долаючи значні організаційні та змістові труднощі, формувалася нова система навчання й виховання цієї категорії дітей. Подальший розвиток системи зумовлював необхідність проведення серйозних досліджень як основи для розробки нової філософії спеціальної освіти. 
Важливим у розвитку теоретичних і методичних основ дефектології стало створення Інституту фізичної дефективності в Харкові, перейменованого у 1930 р. на Інститут дефектології.

## Завдання дефектології
1. Різнобічна психолого-педагогічна та клініко-фізіологічне вивчення особливостей та закономірностей фізичного і психічного розвитку осіб з аномаліями.
2. Визначення структури дефекту при різноманітних порушеннях та потенційні можливості розвитку різних сторін особистості кожної категорії аномальних осіб.
3. Розробка відповідних класифікації аномального розвитку.
4. Обґрунтування принципів створення та розвитку системи освіти закладів.
5. Визначення закономірностей та особливостей навчально виховного процесу в спеціальних освітніх закладах.
6. Розробка ефективних шляхів та засобів профілактики аномального розвитку. Профілактика — заходи щодо попередження вторинних відхилень.
7. Дослідження нових видів та норм аномального розвитку.
8. Вивчення зарубіжного досвіду.
9. Збір статистичних даних щодо кількості та різновидів контингенту аномальних дітей.

## Педагогічні принципи
1. Принцип цілеспрямованості педагогічного процесу;
2. Принцип цілісності та системності педагогічного процесу;
3. Принцип гуманістичної спрямованості педагогічного процесу;
4. Принцип поваги до особистості дитини, в основі якого - розумна вимогливість до неї;
5. Принцип опори на позитивне в людині;
6. Принцип свідомості й активності особистості в цілісному педагогічному процесі;
7. Принцип поєднання прямих і паралельних педагогічних дій.[1]